# Connor Benzey
Connor Benzey (ur. 13 lutego 2002 w Southampton) – angielski snookerzysta . Zdobył dwuletnią kartę World Snooker Tour, która obowiązuje od sezonu snookerowego 2025/26 .

## Kariera
Pochodził z Southampton, w młodości grał w klubie snookerowym Chandlers Ford. W 2019 roku na Malcie zdobył tytuł mistrza Europy U-17. Zajął drugie miejsce w turnieju EPSB Under-21 Premier Development Tour 2020 i dotarł do 1/8 finału World Snooker Federation Open na Malcie. W październiku 2020 roku pokonał Frasera Patricka i dotarł do ostatniej 64 turnieju English Open w Milton Keynes, zanim przegrał z Johnem Higginsem.
Benzey, który w czerwcu 2024 r. jako amator rywalizował w Championship League 2024 w Leicester, zaprezentował się znakomicie, nie ponosząc porażki w swojej grupie każdy z każdym, w której zremisował z byłym mistrzem świata Markiem Williamsem, a także odniósł zwycięstwa nad Fergalem Quinnem z Irlandii Północnej i profesjonalistą Davidem Grace'em. W marcu 2025 roku w Antalyi w ćwierćfinale turnieju Q Tour Global Play-Offs przegrał z Markiem Joyce’em. W maju 2025 roku dołączył do Q School, docierając do finałowej rundy drugiego turnieju po zwycięstwie nad byłym zawodowcem Johnem Astleyem, gdzie zmierzył się z Łotyszem Rodionsem Judinsem. Zwycięstwo 4-2 zapewniło mu dwuletnią kartę do World Snooker Tour, rozpoczynającą się od sezonu snookerowego 2025/26.

## Występy w turniejach w karierze
| Ranking                    |               | [ i ]         | [ i ] |    |
| Turnieje rankingowe        |               |               |       |    |
| Championship League        | NR            | A             | RR    | RR |
| Saudi Arabia Masters       | nie rozegrano | nie rozegrano | A     |    |
| Wuhan Open                 | nie rozegrano | nie rozegrano | A     | LQ |
| English Open               | A             | 2R            | A     |    |
| British Open               | nie rozegrano | nie rozegrano | A     | LQ |
| Xi'an Grand Prix           | nie rozegrano | nie rozegrano | A     |    |
| Northern Ireland Open      | A             | A             | A     |    |
| International Championship | A             | NH            | A     |    |
| UK Championship            | A             | A             | A     |    |
| Shoot Out                  | A             | 2R            | A     |    |
| Scottish Open              | A             | A             | A     |    |
| German Masters             | A             | A             | A     |    |
| World Grand Prix           | DNQ           | DNQ           | DNQ   |    |
| Welsh Open                 | A             | A             | A     |    |
| Players Championship       | DNQ           | DNQ           | DNQ   |    |
| World Open                 | A             | NH            | A     |    |
| Tour Championship          | DNQ           | DNQ           | DNQ   |    |
| World Championship         | A             | LQ            | A     |    |

1. 1 2  Był amatorem.

| Legenda tabeli wyników              | Legenda tabeli wyników       | Legenda tabeli wyników                     | Legenda tabeli wyników                                                              | Legenda tabeli wyników                     | Legenda tabeli wyników                     |
| ----------------------------------- | ---------------------------- | ------------------------------------------ | ----------------------------------------------------------------------------------- | ------------------------------------------ | ------------------------------------------ |
| LQ                                  | odpadnięcie w kwalifikacjach | #R                                         | odpadnięcie we wczesnej fazie turnieju (WR = runda dzikich kart, RR = faza grupowa) | QF                                         | przegrana w ćwierćfinale                   |
| SF                                  | przegrana w półfinale        | F                                          | przegrana w finale                                                                  | W                                          | zwycięstwo                                 |
| DNQ                                 | nie zakwalifikował/a się     | A                                          | nie brał/a udziału                                                                  | WD                                         | zrezygnował/a w trakcie turnieju           |
| Legenda oznaczeń w tabelach wyników |                              |                                            |                                                                                     |                                            |                                            |
| NH / Nie roz.                       | NH / Nie roz.                | Turniej nie odbył się.                     | Turniej nie odbył się.                                                              | Turniej nie odbył się.                     | Turniej nie odbył się.                     |
| NR / Nie-rank.                      | NR / Nie-rank.               | Turniej nie był zaliczany jako rankingowy. | Turniej nie był zaliczany jako rankingowy.                                          | Turniej nie był zaliczany jako rankingowy. | Turniej nie był zaliczany jako rankingowy. |
| R / Rank.                           | R / Rank.                    | Turniej był zaliczany jako rankingowy.     | Turniej był zaliczany jako rankingowy.                                              | Turniej był zaliczany jako rankingowy.     | Turniej był zaliczany jako rankingowy.     |
| MR / Minor-Rank.                    | MR / Minor-Rank.             | Turniej był zaliczany jako minor ranking.  | Turniej był zaliczany jako minor ranking.                                           | Turniej był zaliczany jako minor ranking.  | Turniej był zaliczany jako minor ranking.  |

## Finały w karierze

### Finały amatorskie: 2 (2-0)
| Rezultat  |    | Rok  | Turniej                                 | Przeciwnik    | Wynik |
| --------- | -- | ---- | --------------------------------------- | ------------- | ----- |
| Zwycięzca | 1. | 2022 | EPSB Open Series - Crucible - Turniej 1 | Hamim Hussain | 3–0   |
| Zwycięzca | 2. | 2024 | EPSB Open Series - Frames - Turniej 2   | Marcos Dayao  | 3–2   |